# Taillefer (Adelsgeschlecht)
Taillefer ist eine Familie des französischen Adels, die vom Ende des 9. Jahrhunderts bis zu ihrem Aussterben 1246 die Grafschaft Angoulême sowie bis 975 die Grafschaft Périgord beherrschte.

## Geschichte
Die Familie stammt vermutlich in weiblicher Linie von den Gerhardinern ab und gehörte damit zum engeren Kreis der karolingischen Herrschaftsschicht. Graf Wulfgrin I. wurde von Karl dem Kahlen eingesetzt und urkundete 868 als Comes Engolismi. Wulfgrins Enkel Guillaume II. wurde „Sector Ferri“ (Eisenschneider) genannt, dessen französische Übersetzung Taillefer zum Beinamen einiger der nachfolgenden Grafen und dann auch zur Bezeichnung der Familie wurde.
Das wohl bekannteste Familienmitglied ist gleichzeitig das letzte: Isabella von Angoulême, Erbtochter von Graf Aymar Taillefer und zweite Ehefrau des englischen Königs Johann Ohneland, die Mutter des englischen Königs Heinrich III. und des deutschen Königs Richard von Cornwall. Die Grafschaft jedoch wurde an die Kinder aus ihrer zweiten Ehe, der mit Hugo X. von Lusignan vererbt.

## Stammliste (Auszug)

### Grafen von Angoulême
1. Wulfgrin I. (Vulgrin), † 3. Mai 886, urkundet 868 als Graf von Angoulême, von Karl dem Kahlen eingesetzt, vielleicht identisch mit Wulfgrim, dem Bruder des Pfalzgrafen Adalhard (siehe Gerhardiner) und damit ein angeheirateter Onkel des Königs Ludwig der Stammler; ⚭ Reginlindis, Tochter von Bernhard von Septimanien, Graf von Autun (Gellones)
  1. Alduin I. (Hilduin, Audouin), † 27. März 916, Graf von Angoulême
    1. Guillaume II. Taillefer, † wohl 945, 923 Graf von Angoulême
      1. (unehelich) Arnauld Manzer oder Arnaud Le Bâtard, † 989/91, 975 Graf von Angoulême; ⚭ I Raingarde; ⚭ II Hildegarde d’Aunay, Tochter von Cadelon III., Vicomte d‘Aunay
        1. (I) Guillaume IV. Taillefer, † 6. April 1028 wohl von seiner Schwiegertochter Alausie vergiftet, 988 Graf von Angoulême; ⚭ Gerberge von Anjou, † nach 1041, Tochter von Geoffroy Grisegonelle Graf von Anjou (Erstes Haus Anjou)
          1. Alduin II., 1028 Graf von Angoulême, † 1032; ⚭ Alausie, Tochter von Sancho Guillén, Herzog von Gascogne (Haus Gascogne)
            1. Guillaume Chausard, † nach 1060, 1047 Graf von Marétay

          2. Geoffroy I. Taillefer, † 1048, 1030 Graf von Angoulême; ⚭ I Pétronille Dame d'Archiac et de Bouteville, Tochter von Mainard le Riche Seigneur d'Archiac; ⚭ II Asceline
            1. (I) Foulques Taillefer, † 1087, Graf von Angoulême; ⚭ Condoha, Tochter des Grafen von Eu, wohl Graf Robert (Rolloniden)
              1. Guillaume V. Taillefer, X 1120, Graf von Angoulême; ⚭ Vitapoy Dame de Bénauges et de Saint-Macaire, Tochter von Guillén Amanieu Vicomte de Bézaune et de Bénauges (Haus Albret).
                1. Wulfgrin II. Taillefer, † 16. September 1140, 1120 Graf von Angoulême; ⚭ I Ponce de La Marche, Tochter von Roger Poitevin, Graf von La Marche, Earl of Lancaster (Haus Montgommery); ⚭ II Amable, Tochter von Aimeric I, Vicomte de Châtellerault
                  1. (I) Guillaume VI. Taillefer, † 7. August 1179, 1140 Graf von Angoulême; ⚭ I Emma, Tochter von Adémar III., Vicomte de Limoges (Haus Limoges); ⚭ II Marguerite Tochter von Raymond I. Vicomte de Turenne (Haus Comborn)
                    1. (II) Wulfgrin III. Taillefer, † 1181, 1178 Graf von Angoulême; ⚭ Elisabeth von Amboise, † vor 1212, Tochter von Hugues II., Sire d'Amboise (Haus Amboise)
                      1. Mathilde, † nach 1233, verzichtet 1233 auf das väterliche Erbe; ⚭ Hugues IX. Le Brun Seigneur de Lusignan, † 1219 (Haus Lusignan)

                    2. (II) Guillaume VII. Taillefer, † wohl 1186, Graf von Angoulême; ⚭ Marguerite
                    3. (II) Aymar Taillefer, † 16. Juni 1202, 1200 Graf von La Marche; ⚭ Alix de Courtenay, Tochter von Pierre I. de France, Seigneur de Courtenay (Haus Frankreich-Courtenay)
                      1. Isabelle, † 1246; ⚭ I 1200 Johann Ohneland, König von England, † 1216 (Haus Plantagenet); ⚭ II Hugues X., Seigneur de Lusignan, † 1249 (Haus Lusignan)

                    4. (II) Almodis; ⚭ I Amanieu IV. Sire d'Albret, 1150/75 bezeugt (Haus Albret); ⚭ II Bernard III. Vicomte de Brosse (Haus Brosse)

                  2. (II) Foulques Seigneur de Matha
                  3. (II) Geoffroy Martel, Seigneur d’Anville
                  4. (II) Tochter; ⚭ Ranulfe Seigneur de Jarnac

                2. Raymond Seigneur de Fronsac
                3. Foulques Seigneur de Montausier

            2. (I) Guillaume, † 10. September 1076, 1040 Bischof von Angoulême
            3. (I) Geoffroy Rudel, † nach 1089, Seigneur de Blaye
              1. Guillaume Frédéland, 1095 Prince de Blaye – Nachkommen: siehe unten

            4. (I) Humberge; ⚭ Adémar II. Vicomte de Limoges, † nach 1090 (Haus Limoges)
            5. (I oder II) Gerberge, † vor 1068; ⚭ Audouin, Seigneur de Barbezieux
            6. (I oder II) Tochter; ⚭ Ainard Sire de Chabanais
            7. (II) Arnaud, † nach 1075, Seigneur de Montausier
            8. Aymar, † 1. September 1101, 1076 Bischof von Angoulême

      2. (unehelich) Aymar

  2. Guillaume I., † wohl 918, Graf von Périgueux und Agen; ⚭ Réginlindis
    1. Bernard I., † wohl 950, Graf von Périgueux und Angoulême; ⚭ I Berthe; ⚭ II Garcende
      1. (I) Arnaud Borracio, † vor 962, Graf von Périgueux, vor 923 Graf von Angoulême
      2. (I) Guillaume III. Taillefer, † 962, Graf von Périgueux und Angoulême
      3. (II) Ranulphe Bompar, X 975, Graf von Périgueux und Angoulême
      4. (II) Richard Insipiens, † nach 975, Graf von Périgueux, bis 975 Graf von Angoulême

    2. Sancia; ⚭ Aymar (Ademar), Graf von Angoulême wohl 902, † 930, Sohn von Emenon, Graf von Poitiers
    3. Emma, ⚭ Boson I. Le Vieux Graf von La Marche (Haus Périgord)

### Die Princes de Blaye
1. Guillaume Frédéland, 1090 prince de Blaye („Blaviensum princeps“) genannt, 1093 bezeugt – Vorfahren siehe oben
  1. Gérard (I), um 1120 bezeugt, um 1106 prince de Blaye genannt
    1. Geoffroi Rudel (I), sire de Blaye, 1155 bezeugt
      1. Gérard (II), sire de Blaye, um 1160 bezeugt, 1164 im Heiligen Land
        1. Geoffroi Rudel (II) sire de Blaye, chevalier, 1199/1243 bezeugt
          1. Gérard III, sire de Blaye, ⚭ um 1216 Assalide de Bordeaux, Tochter von Pierre de Bordeaux, seigneur de Puypaulin, und Raimonde de Blanquefort
            1. Geoffroi Rudel III, sire de Blaye, chevalier, 1242/51 bezeugt
              1. Geoffroi Rudel IV, sire de Blaye, chevalier, 1294 bezeugt, † vor Juni 1319, verkauft Burg, Stadt und Burgherrschaft von Blaye an den König zur Begleichung seiner Schulden; ⚭ Isabelle de la Lande, † nach November 1319
                1. Gérard Rudel, † wohl vor seinem Vater
                2. Guillaume
                3. Alix/Aloyse, Erbin ihres Vaters, † 1332/45, ⚭ Guillaume-Fort, seigneur d'Ormon
                  1. Guillaume-Bernard d’Ormon
                  2. Guillard d’Ormon
                  3. Angevine d’Ormon

              2. Aude ; ⚭ Robert, sire de Tancarville, chambellan hérédi-taire de Normandie, X 1302 in der Sporenschlacht (Haus Tancarville)
                1. Guillaume, sire de Tancarville ; ⚭ Hélis de Blaye (siehe unten)
                2. Jeanne, † 1328, dame de Tancarville et de Blaye ; ⚭ vor 1316 Jean, vicomte de Melun, chambellan de France, chambellan héréditaire de Normandie, † 1347 (Haus Melun), verkauft die Herrschaft Blaye 1343 an Renaud, sire de Pons, seigneur de Biberac, chevalier
                3. Isabelle, dame de Fontaines ; ⚭Aubert IV. de Hangest, seigneur de Genlis

              3. Mabile ; ⚭ NN de Colomb
                1. Amanieu
                2. Jean
                3. Guillaume-Raimond
                4. Trencaléone

            2. Gérard, co-seigneur de Blaye, 1258 bezeugt ; ⚭ Aude
              1. Pierre, 1320/24 bezeugt
              2. Ayquelm, † 1363/68, 1328 Bischof von Angoulême
              3. Hélis ; ⚭ Guillaume, seigneur de Tancarville (siehe oben)

            3. Guillaume, 1295–1309 Bischof von Angoulême
            4. Agnès, † vor 1258 ; ⚭ nach 1251 Archambaud III., Graf von Périgord (Haus Périgord)
            5. Mabile; ⚭ Arnaud II, co-seigneur de Blanquefort, chevalier, † 1258

      2. Geoffroi Rudel, Troubadour

    2. Guillaume Frédéland, 1155 bezeugt